# Danielle Legros Georges
Danielle Legros Georges là một nhà thơ, nhà tiểu luận và học giả người Mỹ gốc Haiti. Bà hiện là nhà thơ Laureate của thành phố Boston, và là giáo sư tại Đại học Lesley về Nghệ thuật sáng tạo trong bộ phận học tập. Các lĩnh vực chuyên ngành của bà là về thơ ca Mỹ đương đại, thơ ca người Mỹ gốc Phi, văn học và nghiên cứu vùng Caribbe, dịch thuật văn học, và nghệ thuật trong giáo dục.

## Tiểu sử
Danielle Legros Georges sinh ra ở Gonaïves, Haiti, nhưng gia đình bà rời đảo để lưu vong chính trị và chuyển đến Zaire ở Trung Phi, và khi Legros Georges lên sáu tuổi, bà ở Boston, Massachusetts cùng với những người di cư Haiti khác ở quận Mattapan.
Sau khi tốt nghiệp trường Cao đẳng Emerson với bằng cử nhân về Nghiên cứu Truyền thông, bà tham gia một phần sáng tác tập thơ Dark Room Collective do các nhà thơ da màu sáng tác, tiếp tục lấy bằng thạc sĩ tiếng Anh và viết sáng tạo từ Đại học New York.
Thơ của bà đã xuất hiện trên nhiều tạp chí văn học - bao gồm Agni, The Boston Global, Transition, <a href="./https://en.wikipedia.org/wiki/World_Literature_Today" rel="mw:WikiLink" data-linkid="25" class="cx-link" title="World Literature Today">World Literature Today</a>, SpoKe, SX Salon, The Caribbean Writer, Callaloo, Ibbetson Street, Salamander, Poiesis, Black Renaissance Noire, MaComère, và <a href="./https://en.wikipedia.org/wiki/The_American_Poetry_Review" rel="mw:WikiLink" data-linkid="30" class="cx-link" title="The American Poetry Review">The American Poetry Review</a> - và bà đã được biết đến rộng rãi. Cuốn sách đầu tay của bà, Maroon, được xuất bản năm 2001 bởi Nothwestern University Press. Tuyển tập thứ hai của cô, The Dear Remote Nearness of You (Barrow Street Press, 2016), đã giành giải thưởng Sheila Margaret Mippi của Câu lạc bộ thơ New England.
Từ năm 2001, Legros Georges đã giảng dạy về Nghệ thuật Sáng tạo trong Bộ phận Học tập của Đại học Lesley.
Năm 2014, bà được chọn là người đoạt giải nhà thơ của Boston, người thứ hai giữ vị trí kể từ người được bổ nhiệm đầu tiên, Sam Cornish, vào năm 2008 Vai trò của chức vụ này, bà "có nhiệm vụ nâng cao vị thế của thơ ca trong ý thức hàng ngày của người Boston, đóng vai trò là người ủng hộ thơ ca, ngôn ngữ và nghệ thuật, và tạo ra một di sản nghệ thuật độc đáo thông qua các bài đọc công khai và các sự kiện dân sự."
Tin vào tầm quan trọng của sự đa dạng, bà đã trích dẫn bài thơ "Let America Be America Again" của Langston Hughes trong một bài luận năm 2013, nói: "Nước Mỹ là tốt nhất khi nhận ra đa dạng vốn có. Người Mỹ là tốt nhất khi, nắm lấy tay nhau, chúng ta tiến tới và tìm cách hiểu những người xung quanh chúng ta. Người Mỹ là tốt nhất khi chúng ta tham gia và đối thoại.... Nó cho phép chúng ta thấy rằng, mặc dù chúng ta khác nhau, de Crèvecoeur, Wheatley và Lazarus, từng là người nhập cư hoặc con gái của người nhập cư. Họ là những người mang trong mình hai nền văn học và hai ngôn ngữ, thậm chí là vài ngôn ngữ."